# Szatmári Hírlap
Szatmári Hírlap és jogelődjei 1921–1990 között:
1. Szatmárnémetiben indult 1921. december 21-én, előbb közgazdasági, majd politikai napilapként. Felelős szerkesztői egymást követően: Kovács Jenő, Singer Nándor és Vidor Gyula. Utolsó száma 1922. ápr. 16-án hagyta el a nyomdát.
2. Ugyancsak Szatmárnémetiben megjelent rövid életű „napilap”, amely Manyák József, majd Vidor Gyula szerkesztésében 1928. dec. 3. és 1929. jan. 7. között jelent meg „minden hétfőn”.
3. Románia 1968-as területi-adminisztratív átszervezése, a „megyésítés” után, az RKP Szatmár Megyei Bizottsága és a Szatmár Megyei Néptanács napilapjaként, az 1949–68 között ugyanott kiadott rajoni és városi lap, a Dolgozó Nép megszűnését követően jött létre. Első száma 1968. február 18-án jelent meg. Munkatársainak többsége a Nagybányán kiadott, 1968-tól hetilappá vált Bányavidéki Fáklya – András Sándor, Dézsi Géza, Gencz György, Marculi Vasile, Máriás József, Rencz Gizella, Schuller Mária, Szteklács László, Varga Mihály, valamint Szarka Márton fotóriporter – és a korábbi Dolgozó Nép újságírói – Csiszár László, Gyapjas Margit, Kilyén János, Lapka Tibor, Panek József, Szolomájer Mihály, Varga Aranka – soraiból került ki. A megjelenést követő hónapokban, években lett a szerkesztőség tagja Ágopcsa Marianna, Balogh Árpád, Bencze Cs. Attila, Boros Ernő, Csomai Miklós, Darida György, Darnai Sándor, Gúzs Imre, Hudy Gitta, Hudy László, Kádas József, Kiss Ferenc, Kiss József, Kőmíves Balázs, Krilek Sándor, Mandula Tibor, Paizs Tibor, Sróth Ödön, Szabó Sándor, Szolomájer Sándor, Veres István, valamint Iancu Gheorghe és Nagy András fotóriporter.
A Szatmári Hírlap szerkesztőinek nevét 1974-ig és 1985 után nem tüntette fel. Első főszerkesztője 1974-ig Szteklács László volt, helyettese András Sándor; majd 1974 áprilisától 1979 októberéig Máriás József, helyettese Szteklács László; 1979–84 decembere között Varga Aranka, helyettese Máriás József (utóbbi 1986 tavaszáig); 1986–89 decembere közt Stahl István a főszerkesztő, helyettese Ágopcsa Marianna.
1974 májusa és 1976 júniusa között „papírkorlátozás” címén terjedelmét heti nyolc oldalra csökkentették.
A megyei napilapok számára előírt gazdasági és politikai természetű anyagon túl maradandó értékei közt tartható számon a hétvégenként közölt Művelődés, illetve Irodalom – Művészet oldal, amely a hivatásos művészeti élet és a műkedvelő mozgalom fórumaként nyújtott képet a megye kulturális életéről. Mindvégig kiemelt figyelmet kapott hasábjain a romániai magyar irodalmi művek méltatása, népszerűsítése. Szabó Sándor kezdeményezésére havonta jelent meg a Néphagyományok című tematikus összeállítás, amelyben Petkes József képzőművész másfél évtizeden át közölte a népművészet, a népi mesterségek tárgyi emlékeit megörökítő rajzait, írásait. Báder Tibor nagykárolyi múzeumigazgató Szatmári arcok címmel a város és a megye története, szellemi élete jeles személyiségeinek állított emléket. Paulovics László Városunk, Szatmár témájú rajzai a megyeszékhely építészeti örökségét illusztrálták.
1970 májusától a Szatmári Hírlap (összesen 17 alkalommal) megjelentette a Forrás című politikai, társadalmi és kulturális tartalmú mellékletet. Irodalmi és művészeti témájú oldalain többek között Gellért Sándor, Fényi István, Irinyi Kiss Ferenc versei, Panek Zoltán, Gúzs Imre novellái, fiatal alkotók írásai, színház– és zenetörténeti tanulmányok, a Megyei Kislexikon irodalomtörténeti szócikkei, képzőművészeti, valamint népköltészeti és néprajzi tárgyú tanulmányok, cikkek, történelmi és műemlékvédelmi írások nyújtottak valós és maradandó szellemi értékeket.
A Szatmári Hírlap gondozásában megjelent egyéb kiadványok (a tanügyi szakszervezettel és a Cronica Sătmăreană c. román lappal közösen): a kétnyelvű Foaie volantă – Röplap (1978. június 30.), a Kezdeményezés, alkotókészség, hatékonyság (1981. december), a Közlekedési Híradó (1975. október és 1983. december) c. röplap, a RSZÁSZ megyei tanácsával A szakszervezeti csoport a kommunista munka iskolája c. alkalmi lap (1980. december és 1982. április) és Az újjáépülő Szatmárudvari (1970. július 2., 1970. július 28.), a Szatmárnémetivel szomszédos község számára kiadott röplap.
1979 januárjában indult meg és 1982 májusáig jelent meg ifjúsági oldala Jelen címmel. A régebben Krilek Sándor szerkesztésében megjelent Diákélet c. rovat helyébe lépett azzal a céllal, hogy kéthetenként megjelenve nemcsak diákok, hanem más munkáskörből való fiatalok kérdéseivel is foglalkozzék. Irinyi Kiss Ferenc szerkesztette.
A diktatúra bukása után, 1989. december 23–31. között a Szabad Szatmári Hírlap nevet vette fel, majd 1990-től új címmel (Szatmári Friss Újság) és új évfolyamszámozással jelent meg mint a város és a vidék legnépszerűbb lapja.